# 梁山県
梁山県（りょうざんけん）は、中華人民共和国山東省済寧市に位置する県。

## 歴史
前211年、秦朝は薛郡須昌県・張県及び東郡范県の管轄地域であった。前漢では東郡范県・須昌・寿良の3県及び、南東部は東平国東平陸県、後漢では東郡范県、東平国の寿張県・須昌県、三国時代では東平郡范県・須昌・寿張・東平陸の4県の管轄とされた。
南北朝時代になると東平郡の須昌・寿昌（晋の寿張）・平陸・范県。北魏がこの地を支配すると寿張県・范県が、北斉の時代には寿張県は須昌県に編入されている。
589年（開皇9年）、隋朝により済北郡寿張県及び東平郡須昌県・魯郡平陸県がこの地に置かれた。621年（武徳4年）、唐朝が寿州を新設、下部に寿張・寿良の2県を設置したが翌年には寿州は廃止され、寿良県は寿張県に統合され、五代十国時代まで沿用されている。
北宋以降は鄆州（1119年（宣和元年）に東平府と改称）の下の須城・東阿・中都・寿張の4県、現代は東平路須城・寿張・汶上及び済寧路鄆城の4県、明代は兗州府東平州の寿張・汶上・東阿・鄆城の4県、清代は兗州府汶上県・寿張県及び泰安府東平州の東阿県、曹州府の鄆城県の管轄とされた。
1913年（民国2年）、府州制の廃止に伴う地方行政改革により、県南地域は鄆城県・汶上県、北西部は寿張県、東部は東平県の管轄区域となった。
日中戦争中、1940年（民国29年）8月、中国共産党魯西区党委員会は抗日拠点として設置した東阿・陽穀・寿張・鄆城・汶上・東平の6県政府を統合し昆山実験区を設置、1941年（民国30年）には抗日民主政府として昆山県が設置された。1949年（民国38年）8月には新設された平原省の所管とされると同時に梁山県と改称されている。1952年10月の平原省の廃止と共に山東省に移管、菏沢専区の管轄とされた。1958年10月に済寧専区、1959年6月に再び菏沢専区に移管され、1990年1月以降は済寧市の所管となり現在に至る。

## 行政区画
下部に2街道、10鎮、2郷を管轄する。
- 街道:水泊街道、梁山街道
- 鎮:小路口鎮、韓崗鎮、拳鋪鎮、楊営鎮、韓垓鎮、館駅鎮、小安山鎮、寿張集鎮、黒虎廟鎮、馬営鎮
- 郷:趙堌堆郷、大路口郷
- 経済開発区
- 梁山風景区管委会

## 梁山泊
梁山ではかつて、黄河が氾濫して形成された沼沢地が広がっていた。この沼沢地は近くにある山・梁山にちなんで梁山泊と呼ばれた。『水滸伝』はこの沼沢地を主な舞台としている。